# غیبت
غیبت به گفتن عیب‌ها یا نقص‌های فردی در غیاب او اطلاق می‌شود، به‌گونه‌ای که اگر شخص مورد نظر حاضر بود، از بیان آن مطالب ناراحت می‌شد. این عمل در فرهنگ‌های مختلف با واژه‌هایی چون «بدگویی پشت‌سر» یا «حرف زدن در غیاب دیگری» نیز شناخته می‌شود.  

غیبت در اخلاقیات بسیاری از جوامع ناپسند شمرده می‌شود و در برخی از آموزه‌های دینی و فلسفی به‌عنوان «رفتاری ناشایست» مورد نکوهش قرار گرفته است. اگر آنچه که پشت سر فردی گفته شده، راست نباشد، بهتان یا تهمت نام می‌گیرد. غیبت در لغت به معنی حضور نداشتن یک فرد در یک مکان خاص است.

## غیبت در اسلام
از دید اسلام، غیبت از مؤمن از گناهان کبیره است. یکی از روش‌های پیشگیری از غیبت، نهی از آن در هنگام مواجهه با این عمل است. بر اساس برخی دیدگاه‌های اخلاقی، شنونده‌ی غیبت در صورت سکوت و عدم واکنش، مسئولیتی اخلاقی بر عهده دارد، چرا که امتناع از تذکر ممکن است به تداوم و تکرار این رفتار در محافل دیگر بینجامد. در متون اخلاقی، گاه به این نکته اشاره شده که سکوت در برابر غیبت می‌تواند به مثابه‌ی نوعی همراهی تلقی گردد.